# Pepe Aguirre
Pepe Aguirre (José Gastón Aguirre, * in La Serena; † 31. Dezember 1988 in Medellín, Kolumbien) war ein chilenischer Tangosänger.

## Leben und Wirken
Aguirre gehörte in Chile der Gruppe von Porfirio Díaz an. 1974 reiste er zu einem Tangofestival nach Kolumbien, von dem er nicht nach Chile zurückkehrte. Er ließ sich in Medellín nieder und wurde neben Oscar Larroca und Armando Moreno zu einem der populärsten Tangosänger Kolumbiens mit Titeln wie Jornalero, Frivolidad, Muneca de Loza, Con todo el Corazón, Bebiendo y Llorando, Maldito Cabaret, Hojas de Calendario, Payaso, Reconciliémonos, La Cita und Dolor de Ausencia. Seine Komposition Pena de Muerte nahm Julio Jamarillo für sein Album Lo Mejor auf. Auch seine Tochter Gloria Aguirre wurde als Sängerin bekannt.